# Brückenpanzer 68
Der Brückenpanzer 68 (Brückenpanzer 68/88) ist ein Brückenlegepanzer, der bei der Schweizer Armee eingesetzt war.

## Geschichte
Nachdem die Beschaffung notwendig geworden war, wurde im Jahre 1965 mit dem Bau des Prototyps eines auf dem Chassis des Panzers 61 basierenden Brückenlegepanzers begonnen. Dieser konnte dann 1967 als Prototyp erstmals vorgestellt werden. Der Bundesrat bewilligte jedoch erst 1972 die Gelder zum Bau dieses Brückenlegepanzers, der nun auf dem Fahrgestell des Panzers 68 gefertigt wurde. Die Wanne blieb unverändert, es wurde lediglich der Turm entfernt und der Geschützbrunnen geschlossen. Auf diesem Chassis wurde der Brückenlegemechanismus montiert.
In der Zeit von 1974 bis 1977 wurden insgesamt 30 Fahrzeuge produziert, die man dann in den Jahren zwischen 1988 und 1992 einer Kampfwertsteigerung unterzog. In den Truppeneinsatz gelangten die Geräte mit den Identifizierungsnummern (M-Nummern) M77882–M77911 ab 1976.

## Aufbau
Die Brücke besteht aus zwei Spurträgern aus Aluminium-Legierung, die durch zwei Verbindungsjoche aus Stahl zusammengehalten werden. Jeder Spurträger besteht aus zwei Endteilen und zwei Mittelteilen. Es handelt sich um keine Faltbrücke, sie wird in ihrer ganzen Länge transportiert. Zwischen den beiden Spurträgern ist der Ablagebalken gelagert, der mit einem hydraulischen Kippzylinder versehen ist.
Das Verlegen der Brücke erfolgt durch den hydraulisch betätigten Auslegemechanismus, mit dem die ganze Brücke über den Führungsrahmen (Ablagebalken) und Fühler vorgeschoben und abgelegt wird. Zum Verlegen wird zunächst der Ablagebalken ausgefahren und mit der Spitze abgelegt. Dadurch ist kein Stützschild notwendig. Dann wird die Brücke auf dem Ablagebalken nachgeführt, abgesenkt und dieser zurückgezogen.

## Weitere technische Daten
- Leistungsgewicht: 14,79 PS/t
- Bodendruck: 12,80 kg/cm²
- Bodenfreiheit: 370 mm
- Kettenauflage: 4430 mm
- Kettenbreite: 520 mm
- Gleiskette: gummigepolsterte Scharnierkette
- Nutzbare Brückenlänge: 18,20 m
- Tragfähigkeit der Brücke: 50 t nominell, Ausnahmelast 60 t
- Tankinhalt: 855 Liter
- Grabenüberschreitfähigkeit: 2,00 m
- Watfähigkeit: 1,10 m
- Elektrische Anlage: 24 Volt, 4 Batterien à 6 Volt 189 Ah, Minuspol an Masse
- Panzerung: max. 80 mm
- Funkgerät: SE 412 / A+C
- Motor Typ: MTU MB 837 Ba-500, 8 Zylinder V 90° Viertakt, Vorkammerverfahren mit mechanischer Aufladung

Leistung: 660 PS (485 kW) bei 2200 Umdrehungen pro Minute
Bohrung: 165 mm
Hub: 175 mm
Hubraum: 29.900 cm³
- Treibstoff: Diesel
- Antrieb: Heckantrieb
- Getriebe: Typ SLM

Fahr- und Lenkgetriebe
Lamellenkupplungsgetriebe
6 Vorwärtsgänge
6 Rückwärtsgänge
- Nebelwerfer: 16 Patronen

## Kampfwertsteigerung
Ab 1989 wurden alle Brückenpanzer 68 analog zum Pz 68/88 auf den Rüststand AA6 umgebaut.
- Die Aufnahmehilfe der Brücke wurde verbessert
- Die Fahrzeuge erhielten einen Tarnanstrich (die Brücke wurde nicht umlackiert)
- Eines der beiden Funkgeräte fiel weg
- Hinten auf dem Arm des Brückenverlegemechanismus wurde eine Funkantenne entfernt

Im Jahre 2005 wurden 16 Fahrzeuge ausgemustert, die restlichen Fahrzeuge wurden 2011 ausser Dienst gestellt. Ein Brückenpanzer wurde 2012 an die Militärhistorische Stiftung des Kantons Zug in Neuheim abgegeben.